# Andreas Ivanschitz
Andreas Ivanschitz (în croată Andreas Ivanšić; n. 15 octombrie 1983) este un fotbalist austriac care joacă pe postul de mijlocaș ofensiv pentru echipa națională a Austriei. Este în prezent liber de contract.
În timpul carierei, Ivanschitz a jucat pentru Rapid Viena, Red Bull Salzburg, 1. FSV Mainz 05, Levante, Seattle Sounders FC și Viktoria Plzen.
Jucând la națională din 2003, a reprezentat Austria la Euro 2008.

## Cariera pe echipe
Născut în Eisenstadt, Ivanschitz și-a început cariera de fotbalist la echipa locală ASK Baumgarten, unde a petrecut nouă ani. A fost remarcat de scouterii lui Rapid Viena, iar în 1998 a semnat primul său contract de fotbalist profesionist cu campioana Austriei. Avea doar 16 ani când a debutat pentru Rapid Viena în timpul unui meci din cadrul Cupei Austriei împotriva Ranshofenului din 26 octombrie 1999. Primul meci oficial în campionat l-a jucat în 2000 împotriva lui Wüstenrot Salzburg. În 177 de partide pentru Rapid Viena, Ivanschitz a marcat de 27 de ori, câștigând campionatul în sezonul 2004-2005. În 2003, a fost ales „fotbalistul austriac al anului”.
În ianuarie 2006, Ivanschitz a fost transferat la Red Bull Salzburg și apoi împrumutat la clubul grec Panathinaikos în august 2006 pentru doi ani. La 20 iunie 2008, Ivanschitz a fost transferat definitiv de Panathinaikos.
După trei ani în Grecia la Panathinaikos, el a fost de acord pe 18 iulie 2009 cu un împrumut de doi ani la 1. FSV Mainz 05 cu posibilitatea de a semna un contract permanent cu echipa germană în vara anului 2011. Mainz a profitat prematur de această opțiune din contract și i-a oferit un contract definitiv lui Ivanschitz în ianuarie 2011.
La 10 iunie 2013, Ivanschitz a părăsit-o Mainz pentru Levante UD. A marcat primul său gol în La Liga pe 31 august, în ultima fază a partidei de pe teren propriu câștigată împotriva lui Rayo Vallecano cu 2-1. El a terminat primul său sezon în Spania cu trei goluri în 29 de meciuri, marcându-l pe cel de-al treilea într-o victorie cu 2-0 cu Valencia CF pe 10 mai.
La 4 august 2015, el a semnat cu Seattle Sounders FC în Major League Soccer. După ce a suferit o accidentare, debutul său a fost amânat până pe 13 septembrie, când i-a dat o pasă de gol lui Obafemi Martins în meciul cu San Jose Earthquakes pe care echipa sa l-a terminat la egalitate. Ivanschitz a transformat a doua lovitură de pedeapsă a lui Seattle de la loviturile de departajare ale Cupei MLS 2016, pe care Sounders a câștigat-o în cele din urmă după șase runde, fiind prima Cupă MLS din istoria echipei.

## La națională
Ivanschitz și-a făcut debutul pentru Austria într-un meci amical din februarie 2003 împotriva Greciei, intrând în locul lui Markus Weissenberger. De asemenea, a participat la UEFA Euro 2008. A jucat 69 de meciuri pentru Austria și a marcat 12 goluri.

## Viața personală
Ivanschitz vine dintr-o familie de muzicieni și cântă la mai multe instrumente muzicale în timpul liber. Face parte din comunitatea croată din Burgenland.